# Itàlic (rei dels sueus)
Itàlic (llatí: Italicus) va ser un dels dos reis dels sueus que l'any 70 es van unir a Vespasià i junts van lluitar contra Vitel·li a Bedríacum a la Gàl·lia Cisalpina. Podria haver estat fill d'Itàlic, cap dels queruscs.